# Speed☆Star
《Speed☆Star》為於2009年11月18日發行，平野綾的第二張音樂專輯。

## 解說
- 收錄包含單曲「Unnamed world」、「Set me free」「Super Driver」全13曲的原創專輯。
- 初回限定版為特製盒裝，附有「Speed☆Star」的Music clip DVD。
- 伴隨本作舉行的巡迴演唱會《Speed☆Star Tours》於同年12月開始舉行。

## 收錄曲
1. stereotype 〜inst〜
  - 作曲･編曲：nishi-ken
2. Super Driver
  - 作詞：畑亞貴、作曲・編曲：神前曉
  - 電視動畫《涼宮春日的憂鬱》新片頭曲
3. Sing a Song!
  - 作詞：平野綾、作曲・編曲：黑須克彦
  - TBS電視《Rank王国（日语：ランク王国）》2009年4月・5月度片頭曲
4. OH! My Darlin'
  - 作詞：平野綾、作曲･編曲：nishi-ken
5. Kiss♥me
  - 作詞：平野綾、作曲･編曲：nishi-ken
6. 水漥
  - 作詞：平野綾、作曲･編曲：黑須克彦
7. 如那朵花般
  - 作詞：平野綾、作曲･編曲：黑須克彦
8. 愛我!
  - 作詞：平野綾、作曲･編曲：黑須克彦
  - 《Super Driver》B面曲
9. VOXX
  - 作詞：平野綾、作曲・編曲：Tom-H@ck
10. Set me free
  - 作詞：平野綾、作曲：黑須克彦、編曲：nishi-ken
  - 《Animelo Mix》官方網站-Spring- 主題曲
  - 埼玉電視台《Animama（日语：アニたま）》2009年5月度片尾曲
  - 埼玉電視台等《Run Run LAN!（日语：Run Run LAN!）》2009年4月・5月度片頭曲
11. LocK-oN
  - 作詞：平野綾、作曲･編曲：nishi-ken
12. Speed☆Star
  - 作詞：平野綾、作曲･編曲：nishi-ken
13. Unnamed world
  - 作詞：畑亞貴、作曲：黑須克彦、編曲：nishi-ken
  - 富士電視台電視動畫《二十面相少女》片尾曲

## 外部連結
- Latis的專輯特設網頁